# مارتن جونز (منافس ألعاب قوى)
مارتن جونز (بالإنجليزية: Martin Johns)‏ هو منافس ألعاب قوى نيوزيلندي، ولد في 1969.

## وصلات خارجية
- مارتن جونز على موقع الاتحاد الدولي لألعاب القوى (الإنجليزية)
- مارتن جونز على موقع أوليمبيديا (الإنجليزية)